# Arroyo Gutiérrez
Der Arroyo Gutiérrez ist ein im Südosten Uruguays gelegener Fluss.
Der zum Einzugsgebiet der Laguna Merín zählende Fluss entspringt in der Cuchilla Grande auf einer Höhe von mehr als 350 Metern über dem Meeresspiegel im westlichen Teil des Departamentos Lavalleja. Sein 75 Kilometer langer Verlauf durch das Departamento endet an der Mündung in den Río Cebollatí.